# Bits and Pieces
Bits and Pieces är en låt komponerad Dave Clark och Mike Smith, och utgiven som singel av The Dave Clark Five 1964. Den var uppföljare till deras genombrottslåt "Glad All Over", och blev också en stor hit. Den framförs som antifon sång mellan sångaren Mike Smith och resten av gruppen och produktionen framhäver trummorna starkt.

## Listplaceringar
| Lista (1964)   | Position         |
| -------------- | ---------------- |
| Danmark        | 9 (DR "Top 20")  |
| Frankrike      | 85               |
| Irland         | 1                |
| Nederländerna  | 6                |
| Storbritannien | 2                |
| Sverige        | 9 (Kvällstoppen) |
| Sverige        | 7 (Tio i topp)   |
| USA            | 4                |
| Västtyskland   | 20               |